# 天主教阿班凱教區
天主教阿班凱教區（拉丁語：Dioecesis Abancaiensis）是秘魯一個羅馬天主教教區，屬庫斯科總教區。
教區成立於1958年4月28日，位於阿普里馬克大區西部。2005年有教友310,628人（佔轄區總人口92.6%）、十七個堂區、五十八名司鐸。現任教區主教為吉爾伯·戈麥斯-岡薩雷斯。